# Are You Ready To Lock On?! 〜livescope at the JCB Hall〜
『Are You Ready To Lock On?! 〜livescope at the JCB Hall〜』（アー ユー レディー トゥー ロック オン ライヴスコープ アット ザ ジェーシービー ホール）は、GARNET CROWの6枚目のライブDVDである。2009年5月20日発売。発売元はGIZA studio。

## 解説
- 2008年8月16日・8月17日にJCBホールで行われたライブを完全収録している。
- 同日発売のシングル「Doing all right」との連動応募特典があった。
- 当初予定では、規格はDVD1枚のみで販売価格は3,990円に設定されていた。発売2ヶ月前の3月28日に公式サイト上で収録内容の見直しを行ったことが公表され、それによりDVD2枚組での収録になり、販売価格が4,500円に変更された。
- 発売直後のオリコンデイリーチャート3位。最高位3位。週間チャート4位（音楽類）、週間チャート10位（総合類）。

## 収録内容

### Disc 1
1. 最後の離島
2. 夏の幻
3. もう一度笑って
4. call my name
5. 水のない晴れた海へ
6. wish★
7. Endless Desire
8. 忘れ咲き
9. The first cry
10. 廻り道
11. 夢のひとつ
12. Mr. Holiday
13. 涙のイエスタデー
14. まぼろし
15. Holy ground

### Disc 2
1. Love is a Bird
2. 夢みたあとで
3. 世界はまわると言うけれど
4. 二人のロケット
5. 君の思い描いた夢 集メル HEAVEN
6. Argentina
7. 今宵エデンの片隅で

〜Encore〜
1. 向日葵の色
2. ふたり
3. スパイラル